# Miriam Mozes Zeiger
Miriam Mozes Zeiger (Porț, Rumania, 31 de enero de 1934-Israel, 6 de junio de 1993) fue, junto con su hermana gemela Eva, una sobreviviente del Holocausto sometida a los experimentos humanos de Josef Mengele en Auschwitz. Tanto su padres como su dos hermanas mayores murieron en el campamento; siendo Miriam y Eva las únicas que sobrevivieron a la masacre.

## Biografía
Su padres, Alexander y Jaffa, una pareja de terratenientes y agricultores, eran los únicos residentes judíos en Porţ. Tuvieron cuatro hijasː Edit (1930-1944), Aliz (1931-1944) y las gemelas Eva (1934-2019) y Miriam (1934-1993).
En 1940, cuando las gemelas tenían seis años de edad, un guardia nazi húngaro ocupó su pueblo. En 1944 la familia fue trasladada al gueto de Şimleu Silvaniei. Unas semanas más tarde, fueron trasladados al campo de concentración de Auschwitz. Al ser Miriam y Eva gemelas, las niñas fueron seleccionadas como parte de un grupo de niños utilizados en experimentos bajo la dirección de Josef Mengele. Aproximadamente 1500 pares de gemelos fueron sometidos a estos experimentos, y la mayoría murió a causa de ellos. Eva misma enfermó gravemente, pero tanto ella como Miriam sobrevivieron.
El ejército soviético liberó el campo el 27 de enero de 1945, donde se encontraron vivos alrededor de 180 niños, la mayoría de los cuales eran gemelos. Primeramente fueron enviados a un convento en Katowice, Polonia, el cual estaba siendo usado como un orfanato. Al buscar en un campamento de personas desplazadas cercano, las gemelas se encontraron con Rosalita Csengeri, una amiga de su madre que también tenía dos hijas sobrevivientes de Mengele. Csengeri asumió la responsabilidad de las niñas, ayudándoles a regresar a Rumania después de su liberación.
Después de la guerra, Miriam y Eva vivieron en Cluj, Rumania, con su tía Irena (también sobreviviente) donde asistieron a la escuela y trataron de recuperarse de sus experiencias en Auschwitz y adaptarse a la vida bajo el régimen comunista. En 1950, a los 16 años de edad, recibieron permiso para abandonar Rumania y emigrar a Israel, estableciéndose en la ciudad portuaria de Haifa. Miriam se convirtió en enfermera del Cuerpo de Ingeniería del Ejército israelí mientras que Eva alcanzó el rango de sargento mayor. Eva más tarde se trasladaría a Estados Unidos con su marido, mientras que Miriam permaneció en Israel, donde se casó y tuvo tres hijos.
Mozes desarrolló una insuficiencia renal luego del embarazo de su tercer hijo, y en 1987 recibió un trasplante de riñón de Eva. Sin embargo, un año después del trasplante fue diagnosticada con cáncer. Mozes pereció de la enfermedad el 6 de junio de 1993 en Israel. Tenía 59 años de edad. A pesar de no haber pruebas concretas, su hermana Eva afirmó en The Girl Who Forgave the Nazis que cree que los experimentos de Mengele tuvieron relación con la enfermedad y posterior muerte de Miriam.